# Enver Ören
Enver Ören (10 de fevereiro de 1939, Honaz, Denizli - 22 de fevereiro de 2013, Şişli, Istambul) foi o fundador da İhlas Holding. Ele nasceu na Turquia. Ele se formou na Faculdade de Ciências da Universidade de Istambul em 1961. Ele foi aceito na escola militar premier da Turquia com uma bolsa de estudos completa e se formou no topo de sua classe. Depois de se formar, ele foi para a Itália, com uma bolsa da OTAN por um ano e meio para estudos e pesquisas adicionais. No início dos anos 70, ele assumiu a pesada responsabilidade de publicar um jornal.
Ören recebeu o título honorário de Doutor em Ciências pela Universidade Selçuk em Konya, Turquia por suas contribuições ao avanço da ciência e da tecnologia. Ele também foi premiado como gerente de maior sucesso da década em uma empresa de jornais (1980-1990) pela Associação de Jornalistas de Ancara. Ele foi o Presidente Associado da Associação dos Proprietários de Jornais e Membro do Conselho da Press Advertising Authority (Bacia Yayın Kurumu). Ele também foi membro honorário da Academia Internacional de Ciência Islâmica. Ele fala inglês e francês e tem sido frequentemente convidado a falar e participar de vários seminários, reuniões e simpósios internacionais.
Enver Ören era casado com Dilvin Ören desde 1968. O único filho do casal, Ahmet Mücahid Ören, foi escolhido para seguir os passos de seu pai, assumindo posições de liderança dentro da Ihlas Holding.